# 機器戰士TOBOT
機器戰士TOBOT（韓語：변신자동차 또봇）是由南韓「YOUNG TOYS」和「Retrobot」製作的動畫影集系列。
該影集以可變身為機器人的汽車作為特色，其中主角與配角操作的機器戰士車輛的一些原型是參照起亞起車旗下車款設計的。

## 主要角色
雷恩（Ryan Char）韓文：차하나 （页面存档备份，存于）（Cha Hana）
台灣版配音員：陳貞伃
富蘭克林的兒子，雙胞胎中的哥哥，個性冷靜、沉穩。操控力量型的機器戰士X。
柯利 （Kory Char）韓文：차두리（Cha Duri）
台灣版配音員：張乃文
富蘭克林的兒子，雙胞胎中的弟弟，個性調皮、好動。操控速度型的機器戰士Y。
迪倫（Dylan Kwon）韓文：권세모 （页面存档备份，存于）（Kwon Semo）
台灣版配音員：鈕凱暘
里莫的兒子，個性獨立、成熟。原是孤兒，曾為了救人發生車禍，後被里莫收養，有一隻手和腳是義肢。相當害怕父親做的地獄料理。操控武器型的機器戰士Z
朵莉（Dolly Park）
與雙胞胎跟迪倫同班的同學，個性有些霸道但內心善良。有卓越的射箭能力。操控機器戰士D。
富蘭克林（Franklin Char）
台灣版配音員：王辰驊 （页面存档备份，存于）
38歲，雷恩和柯利的父親，機器戰士的創造者之一。個性善良溫和，頭腦非常聰明。與里莫是舊識。無微不至的工作狂。劇情設定上多年前的由於一場火災意外導致腿部無法行動，同時造成妻子金素英離世，並和里莫斷了音訊。後與里莫一起研發，並協助孩子們使用機器戰士。
里莫（Limo Kwon）
38歲，迪倫的父親(實為養父)，前布龍汽車總經理，機器戰士的創造者之一。個性大方隨和，頭腦非常聰明。不擅長料理，和富蘭克林是舊識，對養子-迪倫的相當照顧。曾幫出車禍的迪倫動手術裝上義肢，後來將其收養。劇情設定上多年前的一場實驗意外導致火災，富蘭克林的妻子與自己的妻子和其腹中的孩子離世，同時以為富蘭克林已經死亡，於此失去了對機器戰士的熱情，並成為反派，計畫用連續的車安意外提升布龍汽車的市占率，進而控制世界，讓所有人不幸。最後改邪歸正，出獄之後與富蘭克林一起協助孩子們使用機器戰士。
盧教授（Dr. Noh）
是富蘭克林和里莫在機器人學院的教授。也是機器戰士R的首位駕駛員
巧克機（Puppybot）
盧教授的機器寵物狗，在雷恩、柯利、迪倫進行練習操作超級機器戰神時，被三人首次遇見
奈森（Nathan Dokgo）韓文：독고오공（Dokgo O Gong）
提米的哥哥，角色設定有懼高症，但為了協助機器戰士作戰而克服。非常疼愛身體虛弱的弟弟。操控飛行型機器戰士W。
提米（Timmy Dokgo）韓文：독고온달 （页面存档备份，存于）（Dokgo On Dal）
奈森的弟弟，身體虛弱。

## 反派角色
阿克尼（Acnee）韓文：아크니 （页面存档备份，存于）
為台灣版第二季（南韓版第九季）的結局反派，該影集首次出現時從未親自現身，而是透過電腦遠端發出命令出現。意圖摧毀大東市，並創造自己的城市，曾以自己的真實身分潛入機器戰士那一方，而與富蘭克林、里莫打造出超級機器戰神二代（TRYTAN Ⅱ），實際為阿克尼用於破壞城市鐵甲暴君（TYRANT Ⅱ），在行動被機器戰士Ｘ、Ｙ、Ｚ、Ｗ合力阻止而失敗後，所操作的機器人殘骸被高掛在施工的吊臂上，因拒絕接受富蘭克林救援，而隨著隨著機器人的殘骸從高處墜落身亡
狄魯克（Diluk）韓文：옥디룩
身形肥胖的反派部下，協助抓捕機器戰士，但行動到最終總是以失敗告終
機器騎士（Bikerbots）韓文：바이커봇
是狄魯克的屬下，也一同協助抓捕機器戰士，但行動到最終也總是以失敗告終

## 機器戰士列表
機器戰士Ｘ（TOBOT X）韓文：또봇 X （页面存档备份，存于）
攻擊技能／武器：綠色能源炮（파워 리볼버）、動力衝擊（파워 리볼버）、動力工具包（파워 툴킷）、動力剪刀（파워 시저스）
忠誠度高的防衛型機器人，是雷恩的戰鬥夥伴。
是本作首位登場的機器戰士
機器戰士Ｙ（TOBOT Y）韓文：또봇 Y
反應靈敏的速度型機器人，是柯利的好朋友。
是本作第二位登場的機器戰士
機器戰士Z（TOBOT Z）韓文：또봇 Z （页面存档备份，存于）
攻擊技能／武器：雷射網（레이저 넷）、蜘蛛槍（스파이더 건）、蜘蛛溜溜球（스파이더 요요）
具有強大跳躍力的機動型機器人，受迪倫管控。
是本作第三位登場的機器戰士
機器戰士W（TOBOT W）韓文：또봇 W （页面存档备份，存于）
攻擊技能／武器：冰凍槍（아이스 건）
具有獨門飛行能力的力量型機器人，是奈森的最佳幫手。
是本作第四位登場的機器戰士
由於擁有飛行能力，因此變身有別於其他機器戰士，有專門的坡道用於機器戰士Ｗ的變形
機器戰士R（TOBOT R）韓文：또봇 R （页面存档备份，存于）
攻擊技能／武器：冰凍槍（아이스 건）
由盧教授（Dr. Noh）製作的第一輛消防車機器戰士
是本作第五位登場的機器戰士
消防車變形的機器戰士，擁有各種卓越的消防能力。
機器戰士C（TOBOT C）韓文：또봇 C
攻擊技能／武器：高能音波（하이퍼 복스）
是本作第六位登場的機器戰士
警車變形的機器戰士，執行維護治安的任務。

## 敵對機器人
零號（Babot）韓文：바봇 （页面存档备份，存于）
第一個登場的反派機器人。多年前富蘭克林與里莫因實驗而遭遇的一場火災意外，因零號優先是感受到危險而不是救援，造成富蘭克林與里莫的妻子離世。
獨眼巨人（Cyclops）韓文：싸이클롭스 （页面存档备份，存于）
是阿克尼創造的巨型機器人。具備強大的破壞力，甚至差點導致超級機器戰神遭到摧毀。
鐵甲暴君（TYRANT Ⅱ）韓文：싸이클롭스 （页面存档备份，存于）
原本為富蘭克林、里莫、阿克尼創造的新機器人，原名稱為超級機器戰神二代（TRYTAN Ⅱ）。而當阿克尼具揭露該機器人的真實身分，富蘭克林、里莫察覺到不對勁打開設計藍圖時，原本的「TRYTAN Ⅱ」文字被移位更正為「TYRANT Ⅱ」，電腦隨即顯示病毒警告（바이러스 경고）並且刪除數據（데이터를 삭제합니다）。最終阿克尼與該機器人被機器戰士Ｘ、Ｙ、Ｚ、Ｗ 合力擊潰並摧毀。

## 物品
核心球（Mind Core）韓文：마인드 코어 （页面存档备份，存于）
劇情設定是構成每個機器戰士個體本身與其人工智慧上，最重要的物品。
日光透鏡（Corona Lens）韓文：코로나 렌즈
該物品被阿克尼用作獨眼巨人的武器。透過太陽光折射進日光透鏡，再其折射出的帶有高溫光線將金屬蒸發，不過其他物質並不會因此裝置而受到任何損壞。

## TOBOT 情報站[30][31][32]
由台灣東森幼幼台自行製作，為20〜30秒的角色介紹影片，用於宣傳該作品

## 常用連結
- 機器戰士TOBOT 官方網站
- 機器戰士 TOBOT（韓語）官方 YouTube 頻道
- 機器戰士 TOBOT（英語）官方 YouTube 頻道 （页面存档备份，存于）
- 機器戰士，台灣的配音員（不完整） （页面存档备份，存于）